# نظام‌الدین الهی قمشه‌ای
نظام‌الدین الهی قمشه‌ای (۱۳۰۹–۱۳۷۶) فیلسوف ایرانی و رئیس کتابخانه دانشگاه تهران بود.

## زندگی‌نامه
نظام‌الدین الهی قمشه‌ای فرزند مهدی الهی قمشه‌ای در سال ۱۳۰۹ دیده به جهان گشود. دوران کودکی را تحت تعلیمات پدر گذراند. در جوانی برای تحصیل علوم دینی به قم رفت و اساتید بزرگی را دریافت.  جوادی آملی و مصطفی خمینی از دوستان وی در این دوره بودند. وی که از علمای اخلاقی تهران به‌شمار می‌رفت علاوه بر تدریس فلسفه، مدتی نیز در دوران ریاست عمید بر دانشگاه تهران، رئیس کتابخانه دانشگاه تهران بود. نظام‌الدین الهی قمشه‌ای در خرداد ماه سال ۱۳۷۶ شمسی در تهران درگذشت.

## اقوام
- مهدی الهی قمشه‌ای؛ پدر
- مهدیه الهی قمشه‌ای، خواهر
- حسین الهی قمشه‌ای و مرتضی الهی قمشه‌ای و کمال الهی قمشه ای برادران

## دوستان
- آیت الله سید علی خامنه ای (رهبر ایران)[۲]
- جوادی آملی
- مصطفی خمینی
- حسن‌زاده آملی[۳]